# Els Snick

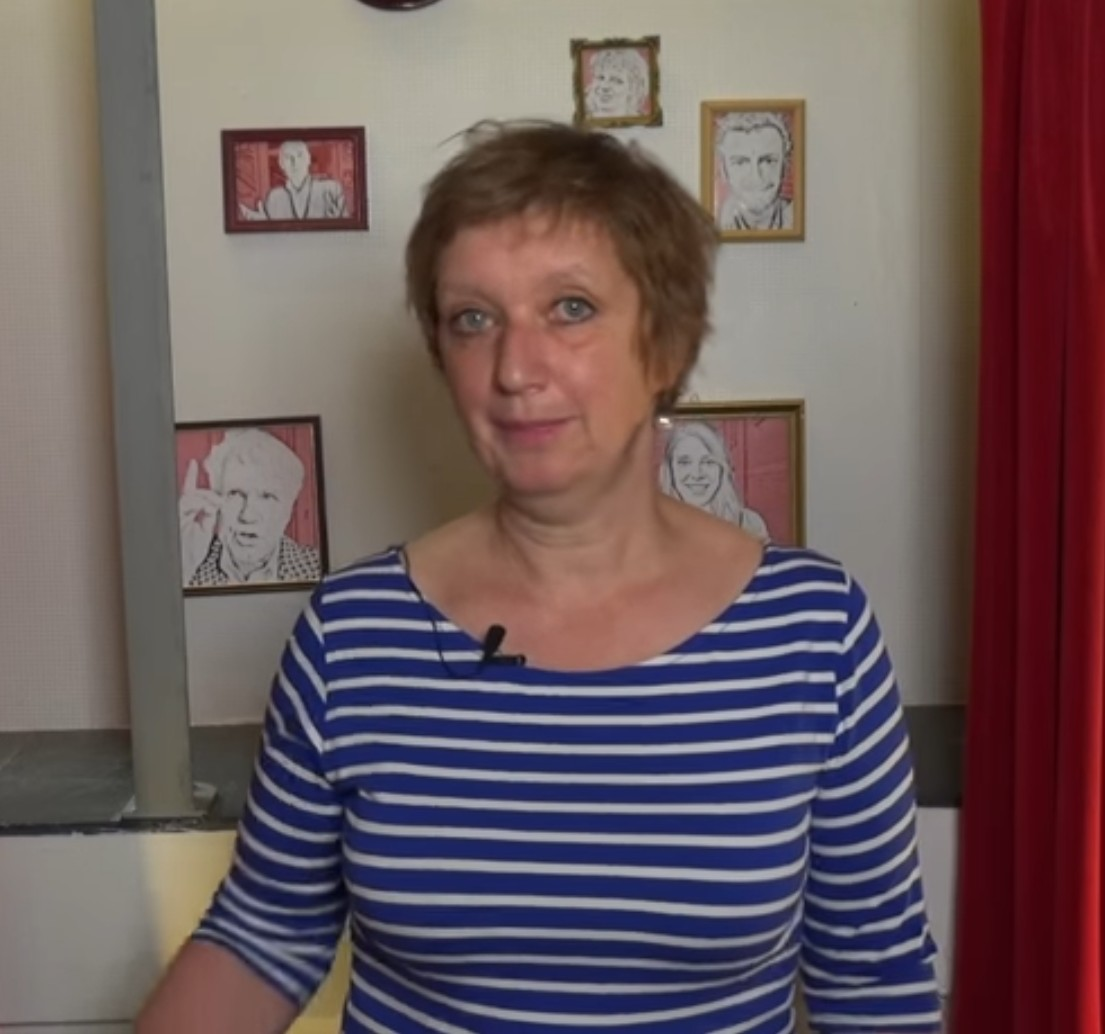
Els Snick

Els Snick (Kortrijk, 1966) is een Belgisch Nederlandstalig literair vertaler en literatuurwetenschapper.

## Loopbaan
Snick studeerde Germaanse filologie en geschiedenis aan de Rijksuniversiteit Gent. Zij vertaalt Duitse literatuur en doceert Duits en vertaling aan de Vakgroep Vertalen, Tolken en Communicatie van de Universiteit Gent. 
In 2011 promoveerde zij op de Joods-Oostenrijks-Hongaarse schrijver en journalist Joseph Roth en zijn bemiddelaars in de Lage Landen. Ter gelegenheid van de 75ste verjaardag van het overlijden van Joseph Roth richtte zij in 2014 samen met Geert Mak het Joseph Roth Genootschap voor Vlaanderen en Nederland op, een zusterafdeling van het Internationale Joseph Roth Gesellschaft in Wenen. Ze is de drijvende kracht achter een reeks bibliofiele Roth-uitgaven, telkens voorzien van illustraties en een inleiding door bekende schrijvers en kunstenaars, en organiseert geregeld literaire manifestaties rond deze auteur. Samen met violist Shalan Alhamwy en accordeonist Jonas Malfliet (samen Damast Duo) vormt zij het Collectief Canapé, waarmee ze muzikaal-literaire voorstellingen maakt.

## Publicaties
- Waar het me slecht gaat is mijn vaderland. Joseph Roth in Nederland en België. Uitg. Wereldbibliotheek, Amsterdam, 2013. ISBN 9789059373266
- Duitsland op het spoor. Uitg. Bas Lubberhuizen, Amsterdam, 2016. ISBN 9789059374454
- Met Benjamin Biebuyck en Petra Campe, Der verirrte Kosmopolit. Joseph Roth in den Niederlanden und in Belgien. Aisthesis Verlag, Bielefeld, 2020. ISBN 9783849815059

## Vertalingen
- Joseph Roth: Tussen de legers. Grensreportages. Met een voorwoord van Erik Vlaminck en illustraties door Koen Broucke
- Max Frisch: De vragen van Frisch.
- Joseph Roth: Beschaafden in het land der barbaren. Reisreportages.
- Stefan Zweig: De wonderen van het leven.
- Soma Morgenstern: Vlucht en einde van Joseph Roth.
- Stefan Zweig: Het land tussen de talen. Reportages uit België. Met een nawoord van Piet Chielens en illustraties door Koen Broucke
- Julia Franck, Werelden uit Elkaar
- Nora Bossong, Veilige haven
- Karl-Heinz Ott, Het Testament
- Joseph Roth, Radetzkymars met een voorwoord van Geert Mak en illustraties door Jan Vanriet.
- Pascal Mercier, Het gewicht van de woorden.
- Joseph Roth, Charleston op de vulkaan. Reportages uit Italië en Albanië, met een voorwoord van Piet de Moor en illustraties door Koenraad Tinel.
- Joseph Roth en Stefan Zweig, Elke vriendschap met mij is verderfelijk. Briefwisseling 1927-1938.
- Karl-Heinz Ott, Elke ochtend de zee.
- Joseph Roth, Spoken in Moskou. Reportages en brieven, met een voorwoord van Tom Lanoye en illustraties van Gerda Dendooven.
- Joseph Roth, In het land van de eeuwige zomer. Reportages uit Frankrijk, met een voorwoord van Bart Van Loo en illustraties van Joep Bertrams.
- Joseph Roth, Joden op drift, met een voorwoord van Geert Mak en illustraties van Paul van der Steen.
- Joseph Roth, Aardbeien
- Joachim Bessing, Untitled
- Volker Weidermann (en), Zomer van de vriendschap. Oostende 1936
- Joseph Roth, De blonde neger en andere portretten, inleiding door Tommy Wieringa, met illustraties van Frans Masereel.
- Joseph Roth, Hotelmens. Reportages en brieven, samengesteld, vertaald en becommentarieerd door Els Snick, met illustraties van Peter van Hugten.
- Katja Lange-Müller, Kwaaie schapen (Du.: Böse Schafe)
- Silke Scheuermann, Het uur tussen hond en wolf (Du.: Die Stunde zwischen Hund und Wolf)
- Norbert Gstrein, De dag dat ze Jakob kwamen halen (Du.: Einer)
- Bernd Rill, Kemal Atatürk
- Giovanni de Luna, Benito Mussolini
- Waanzin is vrouwelijk. Vrouwen in de psychiatrie rond 1900, Catalogus Museum Dr. Guislain
- Katja Lange-Müller, Puppyliefde (Du.: Verfrühte Tierliebe)
- Norbert Gstrein, Een wrede zomer (Du.: Das Handwerk des Tötens)
- Katja Lange-Müller, De laatsten (Du.: Die Letzten) (met Hilde Keteleer)
- Dieter Hägermann, Karel de Grote
- Hans Oppermann, Julius Caesar
- Geheim Schrift. Boeken, schriften en kalenders uit de Prinzhorncollectie, Catalogus Museum Dr. Guislain

## Muzikale voorstellingen op teksten van Joseph Roth
- 2014 in Stadsschouwburg Amsterdam en De Grote Post Oostende: Vlucht zonder einde, een samenwerking met de Münchner Kammerspiele
- 2015 op Theater aan Zee in Oostende: Café Paradis
- 2021 reeks online voorstellingen met Collectief Canapé: Radetzkymars
- 2021 op Theater aan Zee in Oostende: Radetzkymars naar Joseph Roth met het orkest Picea Orientalis

## Weblink
- Werk van Els Snick in de catalogus van de Deutsche Nationalbibliothek

- Gemeinsame Normdatei: 13763076X
- International Standard Name Identifier: 0000 0003 6882 7998
- Library of Congress Control Number: n2015017980
- Nationale Bibliotheek van Israël: 987007475373205171
- Nederlandse Thesaurus van Auteursnamen: 273867024
- Système universitaire de documentation: 254452159
- Virtual International Authority File: 81797666
- WorldCat: E39PBJf8w6qFyvWq9Kcjymrg8C